# 懸賞広告
懸賞広告（けんしょうこうこく）とは、ある一定の行為をなした者に一定の報酬を与える広告。例えば逃げ出した動物を捕獲した者に一定の報酬を与える旨の広告などがこれにあたる。懸賞広告を行った者を懸賞広告者という。

## 懸賞広告の法的性質
懸賞広告の法的性質は契約か否かをめぐり争いがある。
契約説では懸賞広告が申込みで指定行為を完了させたことが承諾であるとして契約の一種とするが、単独行為説では懸賞行為は指定行為の完了を停止条件とした報酬支払義務を負担する旨の一方的意思表示であるとする。
契約説によると指定行為を完了させた者がいても懸賞広告が存在したことを知らない限り法律上の効果は生じないが、単独行為説では指定行為を完了させた者であればその者が懸賞広告の存在を知らなくても懸賞広告者は報酬支払義務を負う。2017年改正民法は単独行為説によることを明確にしている（529条改正）。

## 日本法での懸賞広告
懸賞広告は民法529条以下に規定がある。

### 報酬の支払
ある者が懸賞広告に指定された行為をなしたときには、その行為をした者がその広告を知っていたかどうかにかかわらず、その者に報酬支払請求権が生じ、懸賞広告者は懸賞広告に定められた行為をした者に対してその一定の報酬を与える義務を負うことになる（民法529条）。2017年の改正民法で「その行為をした者がその広告を知っていたかどうかにかかわらず」の文言が追加された（2020年4月1日施行）。なお、529条は任意規定でありこれと異なる定めをすることもできる。
懸賞広告に指定された行為をなした者が数人あるときには最初にその行為をした者のみが報酬を受ける権利を有し（民法531条1項）、数人が同時に指定された行為をなした場合には各自が等しい割合で報酬を受ける権利を有することになる（民法531条2項本文）。報酬の内容がその性質上分割に適しないとき、あるいは、広告において一人のみが報酬を受けるものと定められているときには抽選で報酬を受ける者を定める（民法531条2項但書）。なお、民法531条1項及び2項で定められている報酬の支払の扱いについて、懸賞広告者は懸賞広告の中で民法の規定と異なる方法によることと定めることができる（民法531条3項）。

### 懸賞広告の撤回

#### 撤回・失効
指定した行為をする期間の定めのある懸賞広告は撤回できないが、その広告において撤回をする権利を留保したときは撤回できる（民法529条の2第1項）。指定した行為をする期間を定めた場合、その期間内に指定した行為を完了する者がないときは、懸賞広告は効力を失う（民法529条の2第2項）。
指定した行為をする期間の定めのない懸賞広告は、その指定した行為を完了する者がない間は撤回することができるが、その広告中に撤回をしない旨を表示したときは撤回できない（民法529条の2第3項）。
民法529条の2と民法529条の3は2017年の改正民法で新設され整備された（2020年4月1日施行）。

#### 撤回の方法
前の広告と同一の方法による広告の撤回は、これを知らない者に対しても、その効力を有する（民法530条1項）。
広告の撤回は、前の広告と異なる方法によっても、することができる。ただし、その撤回は、これを知った者に対してのみ、その効力を有する（民法530条2項）。
民法530条は2017年の改正民法で整備され条文が改められた（2020年4月1日施行）。

### 優等懸賞広告
懸賞広告のうち広告に定めた行為をした者が数人ある場合には優等者のみに報酬を与えることとするものを優等懸賞広告という。優等懸賞広告を行うには応募の期間を定めなければならない（民法532条1項）。いずれの者の行為が優等であるかの判定は、広告で定められた者が判定し、広告で判定をする者を定めなかったときには懸賞広告者が判定する（民法532条2項）。この判定に対して応募者は異議を述べることができない（民法532条3項）。数人の行為が同等と判定された場合には民法531条2項の規定が準用される（民法532条3項）。
警察庁の捜査特別報奨金制度は民法第529条及び第532条の規定に基づく制度で優等懸賞広告にあたる。